# Is This Love? (Alison Moyet)
Is This Love? è un singolo della cantante britannica Alison Moyet, pubblicato nel 1986 ed estratto dal secondo album Raindancing (uscito l'anno seguente).  Autori del brano Is This Love? sono la stessa Alison Moyet e David A. Stewart (con lo pseudonimo di Jean Guyot).
Il singolo fu prodotto da Jimmy Iovine e pubblicato su etichetta CBS Records.

## Descrizione
Il singolo raggiunse il terzo posto della classifica nel Regno Unito  e in Norvegia  e il quinto posto in Belgio e Svizzera Rimase inoltre in classifica per 18 settimane in Nuova Zelanda, per 17 settimane in Germania e per 16 nel Regno Unito.

## Tracce
7"
1. Is This Love? – 3:58 (Alison Moyet - Jean Guyot)
2. Blow Wind Blow – 5:10

12"
1. Is This Love? (L.A. Mix) – 5:23
2. Is This Love? (7" Version) – 3:58
3. Blow Wind Blow (Long Version) – 6:19

## Video musicale
Il video musicale fu diretto da Nick Morris e prodotto da Fiona O' Mahoney e fu girato nei pressi di Saint Austell, in Cornovaglia.
Il video musicale alterna le immagini di Alison Moyet che canta assieme al suo gruppo, della cantante in spiaggia e della cantante che balla assieme ad un gruppo di persone davanti a uno schermo che mostra le parole della canzone.

## Classifiche
| Classifica    | Posizione massima | Nr. di settimane |
| ------------- | ----------------- | ---------------- |
| Belgio        | 5                 | 12               |
| Germania      | 15                | 17               |
| Norvegia      | 3                 | 10               |
| Nuova Zelanda | 7                 | 18               |
| Paesi Bassi   | 16                | 12               |
| Regno Unito   | 3                 | 16               |
| Svezia        | 5                 | 5                |
| Svizzera      | 20                | 5                |